# Stephanie Schiller
Stéphanie Schiller est une rameuse allemande, née le 25 juillet 1986 à Potsdam.

## Palmarès

### Aviron aux Jeux olympiques
- 2008 à Pékin,  Chine
  -  Médaille de bronze dans la catégorie quatre de couple[1]

### Championnats du monde
- 2005 à Gifu,  Japon
  -  Médaille d'argent en quatre de couple
- 2006 à Eton,  Royaume-Uni
  -  Médaille de bronze en quatre de couple
- 2007 à Munich,  Allemagne
  -  Médaille d'argent en quatre de couple
- 2009 à Poznań,  Pologne
  -  Médaille de bronze en quatre de couple
- 2011 à Bled,  Slovénie
  -  Médaille d'or en quatre de couple

### Championnats d'Europe
- 2010 à Montemor-o-Velho,  Portugal
  -  Médaille d'or en deux de couple